# Bryum leptotorquescens
Bryum leptotorquescens là một loài Rêu trong họ Bryaceae. Loài này được Müll. Hal. ex Broth. mô tả khoa học đầu tiên năm 1897.